# Telejogo
Telejogo foi um dos primeiros consoles de videogame e o primeiro console de videogame do Brasil. 
Consistia basicamente de traços que subiam ou desciam para rebater um quadrado (bola) e o controle era feito através de um dial (como o sintonizador de rádio).
Ele foi lançado exclusivamente no Brasil em 1977 pela Philco, por conta da Lei de Reserva de Mercado que permitia que uma empresa brasileira fabricasse uma tecnologia semelhante no Brasil á uma tecnologia de fora como por exemplo, tecnologias como o NES ou o Atari 2600, a Ford Motor Company que já tinha comprado a Philco com o objetivo de entrar de cabeça no mercado de eletrônicos de consumo, tranquilamente permitiu a fabricação desse produto gerando um enorme sucesso no Brasil e assim surgiu o seu sucessor, o Telejogo II.
E o Telejogo era um clone do Pong e depois dele a indústria de videogames ficou atrasada e novidades só chegariam por volta do final dos anos 80, por conta que a Ford Motor Company tinha vendido a Philco para a White Consolidated Industries que não queria mais entrar no mercado de videogames.